# Citlalicue
Citlalicue ("vestita di stelle"; anche Citlalinicue, Ilamatecuhtli) secondo la mitologia azteca ha creato le stelle insieme allo sposo, Citlalatonac. Questa coppia di dei viene talvolta associata alla prima coppia di umani, Nata e Nena.
Il nome Citlalicue significa gonna di stelle.
La dea avrebbe anche dato origine alle meteoriti, che erano oggetto della venerazione popolare. Veniva inoltre invocata quando si dava il nome ad un nuovo nato (cosa che avveniva quattro giorni dopo il parto) e in caso di malattie dei bambini.